# Khổng Minh (Thủy hử)
Khổng Minh (孔明, Kǒng Míng) là một nhân vật hư cấu trong tác phẩm Thủy hử của tác giả Thi Nại Am. Ông xếp thứ 62 trong 108 anh hùng Lương Sơn và thứ 26 trong 72 sao Địa Sát. Biệt danh của Khổng Minh là Mao Đẩu Tinh.

## Xuất thân
Khổng Minh là con trai cả của Khổng Điền chủ ở Thanh Châu (Sơn Đông ngày nay) và là anh của Khổng Lượng. Cha của hai anh em gửi họ đến nhà Sài Tiến để đưa Tống Giang về trang ấp họ Khổng. Khổng Minh và Khổng Lượng trở thành học trò của Tống Công Minh.
Võ Tòng sau khi đánh chết Trương Đoàn luyện đã bỏ trốn đến Thanh Châu. Tại đây Võ Tòng xảy ra mâu thuẫn với Khổng Lượng nên đã đánh và quăng Khổng Lượng xuống sông. Khổng Lượng sau khi tỉnh lại đã gọi người đến bắt trói Võ Tòng và đem về trang ấp họ Khổng. Tống Giang nhận ra Võ Tòng, lệnh cho hai anh em cởi trói và hòa giải ba người.

## Gia nhập Lương Sơn
Hai anh em Khổng Minh, Khổng Lượng vì mang tội giết hại một gia đình giàu có nên đã bỏ trốn lên núi Bạch Hổ làm cường đạo. Được tin bác của cả hai bị quan Thanh Châu là Mộ Dung Ngạn Đạt bắt giam, Khổng Minh và Khổng Lượng dẫn quân đến Thanh Châu để cứu người, song lúc đó Hô Diên Chước ở đó đã đánh bại hai anh em và bắt được Khổng Minh. Khổng Lượng chạy thoát được và đến cầu cứu Lương Sơn. Quân Lương Sơn cứu được Khổng Minh, cả hai anh em cùng gia nhập Lương Sơn.

## Nam chinh tử trận
Khổng Minh và Khổng Lượng trở thành hai viên Kiều tướng bộ quân của Lương Sơn, có nhiệm vụ bảo vệ(hoặc giám sát) Lư Tuấn Nghĩa. Sau chiêu an, Khổng Minh tiếp tục cùng quân Lương Sơn chinh chiến Liêu, Điền Hổ, Vương Khánh, Phương Lạp. Khi chinh phạt Phương Lạp, đến địa phận Hàng Châu, Khổng Minh cùng một số đầu lĩnh khác đã mắc bệnh qua đời.

## Trong Đãng Khấu chí
Tại hồi 41, quân Lương Sơn tấn công Thanh Chân Sơn nhưng bị Vân Thiên Bưu đánh bại, Dương Chí bị Lý Thành giết chết từ phía sau. Quân Lương Sơn thua chạy. Ngô Dụng vốn đã đặt sẵn hai cánh quân mai phục của Lữ Phương và Khổng Minh. Quân triều đình liền chia ra ứng chiến. Vân Thiên Bưu đánh với Lã Phương, mới hơn mười hiệp đánh đánh bật họa kích, bắt sống Lữ Phương, phía còn lại Âu Dương Thọ Thông chưa đến ba hiệp đã quất cho một roi, Khổng Minh chết dưới chân ngựa. Lã Phương cũng bị giải lên đô sảnh chém đầu.